# بانک تجارت عراق
بانک تجارت عراق (عربی: المصرف العراقي للتجارة) یک بانک دولتی عراقی است که در سال ۲۰۰۳ تأسیس شده‌است.

## تاریخچه
بانک تجارت عراق در ماه ژوئیه سال ۲۰۰۳ به عنوان یک سازمان دولتی مستقل و به منظور تسهیل واردات و صادرات کالاها و خدمات از عراق و به عراق تأسیس شد، هدف از آن خدمت به اقتصاد ملی و بازسازی کشور بعد از پایان برنامه نفت در برابر غذای سازمان ملل متحد و برای پاسخگویی به نیازهای انسانی عراق و بازسازی ساخت و ساز اقتصاد عراق و تعمیر زیرساخت‌ها می‌باشد.
در نوامبر سال ۲۰۰۳، بانک کار خود را به عنوان بانک یک دولت مستقل بانک با سرمایه یک میلیون و یک صد هزار دلار آمریکایی شروع کرد و هم‌اکنون به‌عنوان یکی از بانک‌های پیشرو در خاورمیانه در بخش‌های بازرگانی و سرمایه‌گذاری است.

## موفقیت‌ها
بانک تجارت عراق با تجربه‌ترین بانک در زمینه کسب و کار بانکی در عراق است، که به سرعت در حال تبدیل شدن به یکی از برجسته‌ترین موسسات بخش بانکی می‌باشد.
بانک تجارت عراق موفقیت‌های زیادی مانند امضای قراردادهای در چارچوب ۲۶ نهاد جهانی برای اطمینان از صادرات را محقق کرده‌است و همچنین یکی از اولین بانک عراقی است که خطوط اعتباری از بانک‌های بین‌المللی دریافت کرده‌است
عملیات بانکی انجام شده توسط بانک تجارت عراق منطبق با اصول و قوانین بین‌المللی صادر شده توسط اتاق بازرگانی بین‌المللی و دستورالعملهای مربوط به قانون ضد پول‌شویی است. حجم معاملات بانکی و سود خالص آن تا سال ۲۰۱۱ به ۳۸۵ میلیون دلار آمریکایی رسید.

## جوایز
جوایزی که بانک تجارت عراق دریافت کرده‌است:
- جایزه بهترین بانک محلی درعراق - ۲۰۱۰
- جایزه بهترین بانک در استمرار داشتن عملیات بانکی - ۲۰۱۰
- جایزه دومین بانک تجارتی برتر در خاورمیانه - ۲۰۱۰
- جایزه سومین بانک برتر در زمینه نفت و گاز در جهان - ۲۰۱۱
- بانک تجارت عراق به یک جایزه ممتاز در زمینه موفقیت‌های بانکی دست یافت - ۲۰۱۶
- بانک بازرگانی عراق بهترین جایزه مدیریت کمپین را برای راه‌اندازی هویت جدید بانکی و بهترین بانک تجاری از سوی مؤسسه (BTI) دریافت کرده‌است - ۲۰۱۷

## شعبات
بانک تجارت عراق در حال حاضر ۲۵ شعبه در عراق دارد که در شهرهای زیر می‌باشد:
بغداد، بصره، نجف، اربیل، سلیمانیه، کربلا، رمادی، تکریت، ناصریه، عماره، حله، کوت،